# (34962) 2307 T-2
2307 T-2 (asteroide 34962) é um asteroide da cintura principal. Possui uma excentricidade de 0.18229750 e uma inclinação de 0.85635º.
Este asteroide foi descoberto no dia 29 de setembro de 1973 por Cornelis Johannes van Houten e Ingrid van Houten-Groeneveld e Tom Gehrels em Palomar.